# Ózonlebontó potenciál
Az ózonlebontó potenciál (angolul ozone depletion potential, ODP) annak a mértéke, hogy egy kémiai vegyület mekkora károsodást okoz az ózonrétegben a fluor-triklórmetánhoz (R-11 vagy CFC-11) képest. A fluor-triklórmetán ózonlebontó potenciálja a legmagasabb a klórozott metánszármazékok közül, ezért ennek értéket veszik 1,0-nak. A difluor-klórmetán (R-22) ODP-je például 0,05. A CFC-11 nagymértékű ózonkárosító hatásának az az oka, hogy a vegyület molekulájában három klóratom található.
Az ODP bevezetését elsőként Wuebbles javasolta 1983-ban, értékét egy vegyület vonatkoztatási anyaghoz viszonyított ózonkárosító hatásának nagyságaként határozták meg.
Egészen pontosan egy anyag ODP-jét úgy definiálják, mint az anyag által okozott globális ózonfogyás és az ugyanolyan tömegű CFC-11 által okozott globális ózonfogyás hányadosát.
Az ODP megbecsülhető az anyag szerkezete alapján. A teljesen klórozott-fluorozott szénhidrogének (CFC-k) ODP-je körülbelül 1-gyel egyenlő. A brómozott vegyületek ODP-je általában magasabb, 5-15 közötti, amit a bróm ózonnal történő agresszívebb reakciója okoz. A részlegesen klórozott-fluorozott szénhidrogének (HCFC-k) ODP-je többnyire a 0,005-0,2 tartományba esik, ennek oka a vegyületben levő hidrogénatom, melynek révén a vegyület már a troposzférában reakcióba léphet, így csökkentve annak esélye, hogy feljusson a sztratoszférába. A részlegesen fluorozott szénhidrogénekben (HFC-k) nem található klór, így ODP-jük nulla.
Hasonló módon definiálták a globális felmelegedési potenciált (GWP) is, amely egy anyagnak a globális felmelegedéshez való hozzájárulását adja meg.

## Fordítás
Ez a szócikk részben vagy egészben az Ozone depletion potential című angol Wikipédia-szócikk ezen változatának fordításán alapul.  Az eredeti cikk szerkesztőit annak laptörténete sorolja fel. Ez a jelzés csupán a megfogalmazás eredetét és a szerzői jogokat jelzi, nem szolgál a cikkben szereplő információk forrásmegjelöléseként.